# ولف هادسن
ولف هادسن (انگلیسی: Wolf Hudson؛ زاده ۲۴ نوامبر ۱۹۸۴) یک بازیگر پورنوگرافی اهل ایالات متحده آمریکا است.